# جائزة عناوين الثقافية
جائزة عناوين الثقافية هي جائزة أدبية يمنية سنوية، تنظمها "دار نشر عناوين"، انطلقت نسختها الأولى في العام 2022 في مجال الرواية فقط، تحت اسم جائزة محمد عبد الولي للرواية، وهي جائزة مخصصة للكتب غير المنشورة وتهدف الجائزة لدعم الكتاب والمؤلفين اليمنيين. وقد أعلنت دار نشر عناوين في العام 2022 عن توسيع مجالات الجائزة لتشمل الشعر والشعر الشعبي، إضافة إلى الرواية. بلغت القيمة المادية للجائزة في دورتها الثانية 18 ألف دولار في المجالات الثلاث، كما تمنح الأمانة العامة للجائزة، ميدالية وشهادة استحقاق، إضافة إلى تبني طباعة الأعمال الفائزة.

## مجالات الجائزة
- جائزة محمد عبدالولي للرواية.[6]
- جائزة عناوين للشعر الفصيح.[7]
- جائزة عناوين للشعر الشعبي.[8]

## الفائزون

### دورة 2022
جائزة محمد عبدالولي للرواية (الدورة الأولى):
- عيدروس الدياني، المركز الأول عن روايته «نخلة وبيت»[9]
- أوسان العامري، المركز الثاني عن روايتها «وجه القمر»[10]
- حامس المفلحي، المركز الثالث عن روايته «الهوى والهوية»
- أرياف التميمي، المركز الرابع عن روايتها «أرضك ياغريب»

### دورة 2023
جائزة محمد عبدالولي للرواية (الدورة الثانية):
- أحمد قاسم العريقي، المركز الأول، عن روايته «باهوت يفرس»[11]
- سامي الشاطبي، المركز الثاني، روايتها «الماكيدا بلقيس»[12]
- سالم بن سليم، المركز الثالث، عن روايته «كروت وردية»

جائزة الشعر الفصيح (دورة الشاعر عبدالعزيز المقالح):
- غالب أحمد العاطفي، المركز الأول، عن ديوانه «وإن طال السفر»[13]
- عبدالواحد عمران، المركز الثاني، ديوانه «الأشجار تغادر الغابة»[14]
- كهلان الشجاع، المركز الثالث، عن ديوانه «الحدائق مكتظة بالجنازات»
- جميل مفرح، المركز الثالث مناصفة عن ديوانه «لئلا تموت بخيلا»

## وصلات خارجية
- الموقع الرسمي